# Favela da Praia do Pinto
A favela da Praia do Pinto foi uma favela que existiu nos bairros de Leblon e Lagoa, na cidade do Rio de Janeiro, no Brasil, até 1969.

## História
No passado, havia um conjunto de favelas às margens da Lagoa Rodrigo de Freitas. A maior delas era a chamada Praia do Pinto, no Leblon, uma favela horizontal que teve suas origens provavelmente nos anos 1930, com o início da construção do canal do Jardim de Alá e a valorização imobiliária da região, o que aumentou a oferta de empregos na construção civil e na área de serviços. Seus primeiros moradores eram principalmente imigrantes nordestinos que procuravam trabalho ou já eram empregados nos bairros próximos.
Mas foi a própria valorização imobiliária, tornada especulação, um dos fatores decisivos para a enorme pressão que culminou na radical política de remoção de favelas empreendida durante os governos de Carlos Lacerda e Negrão de Lima, nos anos 1960. Por meio de uma operação tão gigantesca quanto brutal, o poder público tentou remover ao máximo as favelas da Zona Sul e da região central, transferindo seus moradores para conjuntos habitacionais longínquos e de infraestrutura precária.
Localizada em uma das áreas mais valorizadas da cidade, a favela se tornou alvo prioritário da campanha de erradicar de favelas que era movida então pelo governo militar e pelo governo do estado da Guanabara. Na madrugada de 11 de maio de 1969, enquanto se realizavam os preparativos para a remoção dos moradores para outros bairros, ocorreu um incêndio que destruiu mil barracos e deixou mais de 9 000 pessoas desabrigadas (na época, a favela abrigava 15 000 habitantes). O incêndio acelerou os trabalhos de remoção da população para conjuntos habitacionais em Cordovil, Cidade de Deus, Cruzada São Sebastião e para abrigos da Fundação Leão XIII.